# Битва під Хуої
Битва при Хуої (霍邑之戰; за системою Вейда-Джайлза: Huo-i) відбулася в Китаї 8 вересня 617 року між військами повсталого герцога Танського князівства Лі Юаня та армією правлячої династії Суй. Лі Юань з армією чисельністю близько 25 000 чоловік просувався на південь вздовж річки Фен в напрямку імператорської столиці Дасінчен. Його просування затрималося на два тижні через сильні дощі, і біля міста Хуої його зустріла елітна суйська армія чисельністю 20 000 (або 30 000) чоловік. Кіннота Лі Юаня під командуванням двох його старших синів виманила суїв з-під захисту міських стін, але в першому ж зіткненні між двома основними арміями сили Лі Юаня були спочатку відкинуті назад. У цей момент, можливо, завдяки хитрості Лі Юаня, прибуттю решти повстанської армії або фланговому маневру кінноти Лі Юаня, яка опинилася позаду суйської армії, суйські війська зазнали поразки і були розгромлені, тікаючи назад у напрямку до Хуейлі. Однак кіннота Лі Юаня відрізала їм шлях до відступу. За битвою послідувало взяття слабко захищеного Хуойі і наступ на Дасінчен, який впав перед повстанцями в листопаді. Наступного року Лі Юань скинув Суй і проголосив себе імператором, поклавши початок династії Тан.

## Передісторія
За часів пізнього правління другого імператора династії Суй, Ян Гуана, імператорський авторитет почав слабшати. Головною причиною були величезні матеріальні та людські витрати на затяжні і безрезультатні спроби підкорити корейське королівство Коґурьо. У поєднанні зі стихійними лихами, призовом все більшої кількості чоловіків на війну, а також вилученням мізерних зернових запасів для потреб армії зростало невдоволення провінцій.    У результаті, починаючи з 611 року, по всій імперії спалахнули повстання в сільській місцевості, та оскільки престиж і легітимність імператора були применшені військовою невдачею, амбітні провінційні магнати були заохочені кинути виклик його правлінню. Тим не менш, Ян продовжував бути зосередженим на корейських кампаніях, і лише коли хвилювання поширилися всередині імперії та могутні східні турки стали ворожими, він усвідомив всю серйозність ситуації: у 616 році він покинув північ і відійшов до Цзянду, де залишався до його вбивства в 618 році.   
З відходом імператора зі сцени місцеві правителі і магнати отримали свободу дій для просування власних амбіцій до влади. З'явилося дев'ять основних претендентів, деякі з яких претендували на імператорський титул, інші, як Лі Мі в провінції Хенань, задовольнялися поки, що скромнішими титулами «герцог» (gōng) і «король» (wáng). Серед претендентів з найбільш вдалим становищем був Лі Юань, герцог Тан і губернатор Тайюаня на північному заході (сучасний Шаньсі). Нащадок знатного роду, пов'язаного з династією Суй, і з видатною кар'єрою за плечима, Лі Юань був очевидним кандидатом на престол: його провінція мала чудові природні захисні можливості, сильно мілітаризоване населення та була розташована поблизу столиць Дасінчен. (Чан'ань) і Лоян .  

## Похід Лі Юаня на південь

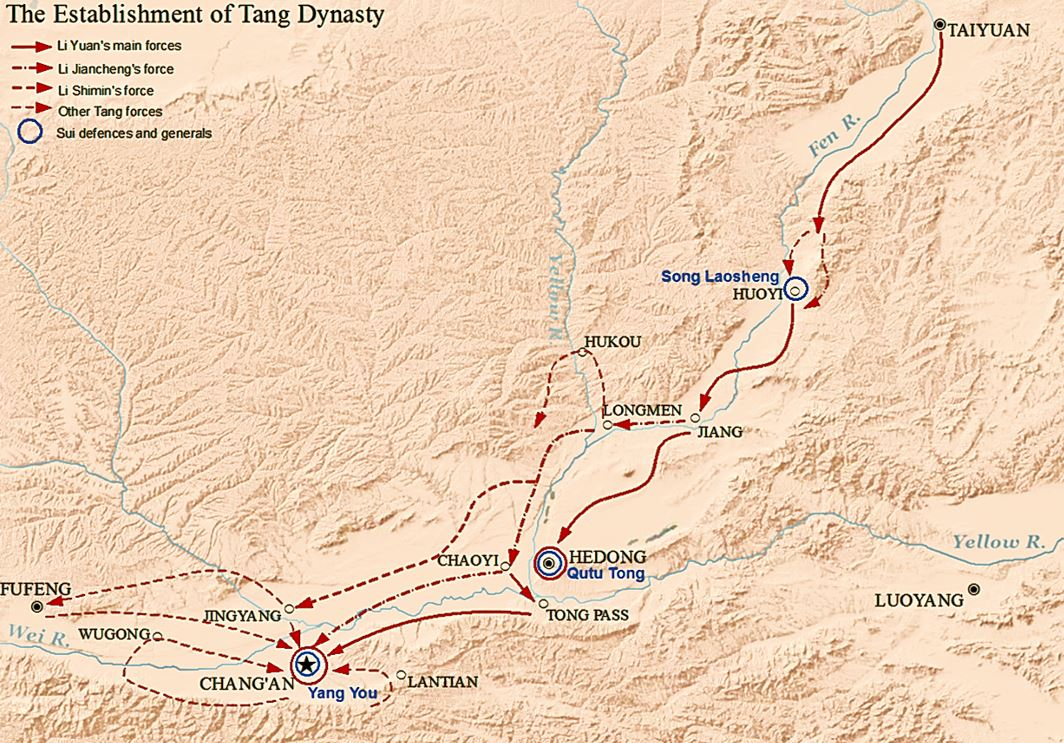
Похід Лі Юаня з Тайюаня в Чан'ань

Традиційна китайська історіографія підкреслює початкове небажання Лі Юаня повстати проти Суїв і стверджує, що його довелося вмовляти старшим помічникам і другому синові (і можливому наступникові), Лі Шимін. Насправді, як свідчить щоденник його головного секретаря Вень Дая, Лі Юань розглядав можливість повстання принаймні до моменту свого призначення в Тайюань на початку 617 року, і був рушійною силою повстання.В середині 617 року Лі почав стягувати додаткові війська зі своєї провінції і стратив двох своїх заступників, призначених Яном для нагляду за ним. Він також уклав союз з Шибі, могутнім каганом східних тюрків, який убезпечив його північний кордон від турецького вторгнення і забезпечив його людьми і, головне, кіньми, яких йому не вистачало.  Спочатку, однак, Лі Юань видавав себе лояльним Суй і оголосив про свій намір посадити онука Яна, Ян Ю, на трон.
Кампанія Лі Юаня була детально записана Вень Дая.  У середині липня перша експедиція під керівництвом старших синів Лі Юаня Лі Цзяньчена та Лі Шіміня була розпочата проти лоялістської команди Сіхе південніше вздовж річки Фен. Синам Лі Юаня вдалося захопити провінцію протягом кількох днів і повернутись у Тайюань.  Нарешті, завершивши підготовку, 10 серпня Лі Юань розпочав свій похід на південь, вздовж Фену в напрямку Дасінченя. Його «праведне військо» складалося з 30 000 чоловік, зібраних з місцевого ополчення «ширяючих яструбів», але з додатковими 10 000 добровольців, а також 500-тисячного турецького контингенту, наданого каганом разом з 2 000 коней. Його п'ятнадцятирічний син Лі Юаньцзі був залишений для охорони Тайюаня, в той час, як Лі Цзяньчен і Лі Шимін супроводжували батька, як його лейтенанти. Невеликий загін під командуванням Чжан Луня (張綸) був виділений для просування паралельно з основною армією і захопив лояльні командири далі на захід, убезпечивши фланги. 
Просування Лі Юаня було зупинено в місці під назвою Гухубао на два тижні наприкінці серпня через сильний дощ, що дало час владі Суй відреагувати. Генерал Куту Тонг був направлений для забезпечення командування Хедон на Хуанхе . Інші 20 000 елітних військ під командуванням Сон Лаошена просунулися на північ до міста Хої, приблизно на 17 миль (27 км) на південь від Гухубао, щоб протистояти йому. Хуей був розміщений на південному виході з дефіле, через яке проходила дорога, що слідувала за течією річки Фен, і забезпечував відмінну позицію, з якої можна було перевіряти армію, що підходила з півночі. Коли в армії Лі Юаня дізналися про присутність Сун Лаошена, деякі почали виступати за відступ до Тайюаня, побоюючись, що за їх відсутності турки можуть порушити договір і напасти на нього. Була проведена рада, на якій Лі Юань став на бік своїх синів, які рішуче виступали за продовження походу. Таким чином, 8 вересня, після припинення дощів, армія Лі Юаня виступила з табору. Однак замість того, щоб йти дорогою через дефіле, вони обрали шлях через південно-східні пагорби, який нібито вказав їм якийсь селянин. 
Армія Лі Юаня, яка прибула до Хуей, налічувала менше своїх початкових 30 000 чоловік, можливо, не більше 25 000, за рахунок залишених загонів. Вона складалася переважно з піхоти і була розділена на шість дивізій під командуванням генерала (tongjun), але незрозуміло, як вони були підпорядковані Лі Юану і його синам: Лі Цзяньчен і Лі Шимінь були названі в традиційній манері командувачами лівої і правої дивізій відповідно, але в описах битви армія виглядає сформованою в передову, середню і тилову дивізії. Кавалерія, чисельністю в кілька сотень, очевидно, була збережена як резерв. Про армію Суй також відомо дуже мало, окрім того, що війська Сун Лаошена вважалися елітними воїнами. Деякі джерела збільшують їх кількість до 30 000 з більш типових 20 000; це може бути помилкою, а може вказувати на додаткові сили, набрані в Хуейі. 

## Битва

Лі Юань, імператор Гаоцзу з Тан (r. 618–626)

Існує дві версії подальшої битви: розповідь Вень Дая та більш пізня офіційна версія, яка стала домінуючою в традиційній китайській історіографії. Остання була складена за часів правління Лі Шиміня, а тому підвищує його власну роль, надаючи йому можливість вирішити битву в кавалерійській атаці, водночас принижуючи роль як його батька, так і старшого брата Лі Цзяньченя, якого Лі Шимінь вб'є і витіснить на престол. Ці дві версії важко узгодити, але розповідь Вень Дая, незважаючи на її власні недоліки, заслуговує на перевагу як свідчення очевидця.   За словами Вень Дая, Лі Юань побоювався, що Сун Лаошен ухилиться від бою і замість цього змусить його до тривалої і дорогої облоги міста. З цієї причини, як тільки рано вранці 8 вересня штаб з кіннотою очистив пагорби і з'явився в полі зору Хуейі, Лі Юань відправив своїх синів на чолі кінноти маневрувати перед стінами Хуейі, сподіваючись виманити суйську армію на вихід. У цьому він сподівався використати репутацію необачного Сун Лаошена. Повільнохідна піхота, що складала основну масу армії Лі Юаня, все ще перебувала в процесі подолання пагорбів, і Лі Юань відправив офіцерів, щоб прискорити їх. Сон Лаошен, який, можливо, побачив у цьому можливість знищити свого ворога по частинах, розгорнув свою армію за міською стіною, але виявив небажання просуватися далі, і його довелося відштовхнути далі від міста шляхом удаваного відступу кавалерії. 
В цей час почала прибувати піхота Лі Юаня, причому дивізія фургонів розгорнулася в квадраті, щоб відбити атаку суйців, в той час як дві інші дивізії підходили ззаду. Розповідь Вень Дая тепер стає більш схематичною, вказуючи, що піхота атакувала суйську армію, і в цей момент сини Лі Юаня повели кавалерію в обхід суйського флангу в напрямку міста, де невеликий гарнізон, залишений Сун Лаошенем, був змушений відкинути портикульні ворота. Після цього Лі Юань пустив чутку про загибель Сун Лаошена, що деморалізувало суйське військо. Суйська армія почала відступати, але це перетворилося на розгром, коли вона виявилася відрізаною кіннотою Лі Юаня і заґратованими воротами від Хуої.  Розповідь Вень Дая можна доповнити більш пізнім повідомленням, яке, незважаючи на його упередженість щодо Лі Шиміна, також містить вказівки на те, що не все йшло за планами Лі Юаня: схоже, що в першому зіткненні піхоти Лі Юаня з суйською армією суйці взяли гору і відтіснили Лі Юаня назад, можливо, тому, що він ще не встиг вивести в поле всі свої сили. Чи то через прибуття решти піхоти Лі Юаня, чи то через дії кінноти Лі Юаня вздовж і позаду суйських флангів, чи то через хитрість Лі Юаня моральний дух суйської армії різко впав, і їхній опір зазнав краху. 
Битва завершилася до 16:00 нищівною перемогою Лі Юаня, який потім повів свої війська проти самого Хуейі. Хоча у нього і не було облогової техніки, але гарнізон міста був занадто малий, щоб ефективно протистояти армії Лі Юаня, і Хуейі впав протягом декількох годин 

## Наслідки
Після перемоги Лі Юань і його армія продовжили просування на південь і в середині жовтня досягли Хуанхе . Частину армії залишили, щоб стримувати гарнізон Суй у Пучжоу, а решта перетнула річку, розгромивши армію Суй, яка намагалася їх зупинити. Губернатор Хуачжоу передав йому місто та його життєво важливі зерносховища, і Лі Юань повернувся до столиці. По дорозі до нього приєдналися його донька, принцеса Пін'ян, і двоюрідний брат Лі Шентун з військами, які вони зібрали самі. До того часу, коли армія Лі Юаня досягла Дасінчена, вона, як кажуть, налічувала 200 000 чоловік. Після нетривалої облоги 9 листопада війська Лі Юаня увірвалися в столицю. 
Цей подвиг зробив Лі Юаня головним претендентом на імперію, але поки що, незважаючи на заклики своїх генералів проголосити себе імператором тут же, він все ще вдавав із себе лояльного суйця: імператорська родина Суй була збережена і її гідність поважалася, а молодий Ян Ю був зведений на престол як імператор Гун, причому сам Ян був делегований на почесну посаду «відставного імператора» (Тайшан Хуан). Лише 16 червня 618 року, рівно через рік після того, як він формально порвав із Суй, стративши своїх заступників, Лі Юань скинув маріонеткового імператора та проголосив себе першим імператором династії Тан із храмовим іменем Гаоцзу.   Новій династії все ще доводилося протистояти різноманітним місцевим повстанцям і воєначальникам, які виникали по всій Китайській імперії, але до 628 року, завдяки розумному поєднанню сили та милосердя, Тан вдалося втихомирити та консолідувати. Китаю під їх владою.  

## Подальше читання
- Fitzgerald, C. P. (1933). Son of Heaven: A Biography of Li Shih-Min, Founder of the T'ang Dynasty. Cambridge: Cambridge University Press. OCLC 811586302.